# Rachel Rose
Rachel Rose est une artiste américaine née en 1986, connue pour ses œuvres réalisées sous forme d'installations vidéos qui fusionnent à la fois des images en mouvement et des sons. Elle s'est souvent inspirée des mouvements sociaux de notre monde  tels que l’écologie, le féminisme et d'autres sujets comme la distinction entre la vie et la mort. Ses projets sont exposés dans plusieurs musées à travers le monde :  le Whitney Museum of American Art, le Philadelphia Museum of Art ou encore Lafayette Anticipations en France. En plus de ces expositions personnelles, le travail de l'artiste a été présenté dans le Carnegie International 2018, la Biennale de Venise 2017, la Biennale de São Paulo 2016 et de nombreuses autres expositions collectives.

## Jeunesse et formation

### Enfance et éducation
Rachel Rose est née en 1986 à New York. Elle est la fille de Diana et Jonathan Rose, tous deux faisant partie des promoteurs immobiliers les plus  importants de New York. Son oncle Peter Calthorpe est architecte. Elle commence son parcours artistique en suivant diverses formations. Elle débute à la Yale University dans le Connecticut et à l'institut Courtauld à Londres dans des études en peinture abstraite. Elle effectue ensuite un M.F.A ( Master of Fine Arts) à la Columbia University à New York. Rachel Rose obtient son diplôme et intègre l'école supérieure en tant que peintre mais elle change rapidement d'orientation. Elle étudie avec Rirkrit Tiravanij, artiste contemporain thaïlandais.

### Inspirations de l'artiste
Rachel Rose aborde régulièrement des thèmes d'actualité tel que l'écologie, le féminisme ou encore les inégalités économiques. Ses œuvres portent un regard plus ou moins mélancolique sur le monde. À travers elles, Rachel Rose dénonce les effets négatifs des activités humaines et leurs répercussions sur l'environnement et la société. Elle s'intéresse aussi aux distinctions entre la vie et la mort et comment cela nous façonne : « Je dirais que chacune de mes œuvres est un moyen pour moi de réfléchir à la mortalité ». Dans son article à propos d'une vidéo de l'artiste, Ysé Sorel écrit : « elle analyse que toutes ces vidéos partent d’une question ou d’un sentiment, comme la peur ou l’angoisse, qu’il s’agit ensuite d’"essayer de comprendre et de relier avec des lieux et un temps en dehors de moi, pour élargir son spectre" ».

## Les œuvres

### Vidéos

#### Wil - o - Wisp
Datant de 2018, ce court-métrage dure 10 minutes et 5 secondes.
Ce court-métrage décrit le changement environnemental de l'homme à la suite du développement de l'agriculture en Angleterre : privatisation des terres  et déforestation. Le spectateur suit le personnage d'une femme, guérisseuse, qui traverse l'Angleterre rurale, et assiste aux phénomènes magiques qui subsistent dans la forêt,.

#### Lake Valley
Datant de 2016, ce court-métrage dure 11 minutes et 39 secondes.
Ce film est composé de phonogrammes en celluloïd dessinés à la main et de plaques superposées qui forment un collage à partir de milliers d'illustrations de livres pour enfants. C'est d'ailleurs le thème de l'enfance que Rachel Rose aborde, en s'appuyant sur ses recherches sur la séparation entre l'enfance et l'âge adulte. On suit dans une banlieue américaine une créature domestique, abandonnée par ses propriétaires, qui s'enfonce dans une forêt imaginaire. À travers le parcours de cette créature, Rachel Rose raconte une fable, pour conter son interprétation de la solitude.

#### Everything and More
Datant de 2015, ce court-métrage dure 11 minutes et 39 secondes.
Cette œuvre nous plonge dans l'expérience humaine de l'infini. L'astronaute David Wolf y est interviewé au sujet de sa sortie extravéhiculaire dans l’espace pendant son séjour à bord de la station Mir et de son retour sur Terre un an après. Rachel Rose crée en parallèle une scénographie visant à faire ressentir au spectateur la sensation d'apesanteur, nous mettant à la place de l'astronaute qui "marche" dans l'espace.

#### Sitting Feeding Sleeping
Datant de 2013, ce court-métrage dure 10 minutes et 20 secondes.
L'artiste filme plusieurs lieux (zoos, laboratoire de perception robotique, laboratoire de cryogénie qui conserve des cadavres dans l'espoir d'une résurrection future), évoquant à la fois la mort et la vie, et cet état d'entre-deux qualifié de "flottant", qu'elle cherche à analyser. Elle s'interroge sur le désir de l'homme d'être immortel et ainsi triompher du vivant.

#### Enclosure
Le mouvement des enclosures désigne les changements qui, à partir du XIIe siècle mais surtout à la fin des XVIe et XVIIe siècles, ont transformé le mode d'organisation et de propriété des terres agricoles en Angleterre. 
Reprenant le thème qu'elle a traité dans Wil - o - Wisp, Rachel Rose met en scène de nouveau des personnages féminins observant les transformations de leur environnement. C'est alors la fin des communs -terres agricoles communes à tous les paysans- qui se retrouvent clôturées à des fins privées. Eric Fassin revient dans un article sur cette vidéo sur ces changements socio-économiques qui semblent annoncer le capitalisme à venir en Amérique : « En particulier, si les femmes sont au cœur de l’argument, c’est que la transition vers le capitalisme coupe les prolétaires, non seulement des moyens de production, mais aussi des moyens de reproduction ».

### Œuvres physiques
Rachel Rose réalise des sculptures, principalement en forme d’œuf, constituées de pierre et d'éclats de verre soufflé. Cet art contemporain « poursuit les préoccupations de l’artiste sur les relations entre les mondes animé/inanimé, humain/post-humain à l’heure de bouleversements environnementaux et spirituels radicaux ».